# スパイキッズ3-D:ゲームオーバー
『スパイ・キッズ3-D:ゲーム・オーバー』（スパイキッズスリーディー ゲーム・オーバー、Spy Kids 3-D: Game Over）は、『スパイキッズ』シリーズの第3弾となるアメリカ映画である。『タイタニック』のジェームズ・キャメロン提供による「3-D・リアリティ・カメラ・システム」により、3D映像を実現。アントニオ・バンデラス、ジョージ・クルーニー、イライジャ・ウッド、そして初の悪役に挑むシルベスター・スタローンらが共演。

## ストーリー
前作でOSSを正式に除隊したジュニ・コルテスは、子供を対象とした探偵稼業を始め、子供達から寄せられた何気ない疑問を解決しながらお金を稼いでいた。そんな中、OSS本部から緊急招集の連絡を受ける。OSS本部長のタナゴンによると、近年アメリカで社会的ブームを巻き起こしている3Dゲーム「ゲームオーバー」を遊んでいる子供達の精神が「ゲームオーバー」の世界に引きずり込まれ、戻れなくなっているというものだった。ジュニはこの調査の依頼を断ろうとするも、先んじてこれの調査にあたっていた実の姉カルメンもゲームの世界に引きずり込まれこん睡状態に陥っていることを知り、カルメン救出と原因究明の為、ジュニは3Dメガネを装着して「ゲームオーバー」の世界に潜入する。

## キャスト
| 役名                               | 俳優                     | 日本語吹替 |
| ---------------------------------- | ------------------------ | ---------- |
| グレゴリオ・コルテス               | アントニオ・バンデラス   | 大塚明夫   |
| イングリット・コルテス             | カーラ・グギノ           | 高乃麗     |
| カルメン・コルテス                 | アレクサ・ヴェガ         | 清水理沙   |
| ジュニ・コルテス                   | ダリル・サバラ           | 常盤祐貴   |
| 祖父（ヴァレンティン）             | リカルド・モンタルバン   | 中村正     |
| 祖母                               | ホランド・テイラー       | 沢田敏子   |
| トイメイカー（セバスチャン）       | シルベスター・スタローン | 角田信朗   |
| タナゴン・ギグルズ                 | マイク・ジャッジ         | 金尾哲夫   |
| フランチェスカ・ギグルズ           | サルマ・ハエック         | MEGUMI     |
| ゲイリー・ギグルズ                 | マット・オリアリー       | 浪川大輔   |
| ガーティ・ギグルズ                 | エミリー・オスメント     | 小桜エツ子 |
| アーノルド                         | ライアン・ピンクストン   | 陶山章央   |
| レッズ                             | ロバート・ヴィート       | 神奈延年   |
| フランシス                         | ボビー・エドナー         | 宮田幸季   |
| ディミトラ                         | コートニー・ジャインズ   | 桑島法子   |
| フェリックス・ガム                 | チーチ・マリン           | 楠見尚己   |
| イサドール・マチェッティ・コルテス | ダニー・トレホ           | 廣田行生   |
| フェーガン・フループ               | アラン・カミング         | 小堺一機   |
| アレクサンダー・ミニオン           | トニー・シャルーブ       | 岩崎ひろし |
| ロメロ                             | スティーヴ・ブシェミ     | 山寺宏一   |
| ディンキー・ウィンクス             | ビル・パクストン         | 大塚芳忠   |
| デブリン大統領                     | ジョージ・クルーニー     | 小山力也   |
| ザ・ガイ                           | イライジャ・ウッド       | 関智一     |